# Hartnack Otto von der Lühe
Hartnack Otto von der Lühe (født omkring 1692, død 21. februar 1749 i Husum) var en dansk amtmand. Han var broder til Adolph Andreas von der Lühe.
Han tilbragte sin barndom og ungdom på faderens gods og har vistnok stået i fremmed tjeneste,
før han 1734 udnævntes til kammerjunker ved det danske hof. Allerede 1735 blev han amtmand i Husum og året efter landråd i Holsten. 1740 blev han konferensråd og 1746 dekoreret med det hvide bånd. Han døde 21. februar 1749 i Husum, af hvilken by han i flere henseender har gjort sig fortjent. Han var ugift.